# Betty Bronson
Betty Bronson, właśc. Elizabeth Ada Bronson (ur. 17 listopada 1906 w Trenton, zm. 19 października 1971 w Pasadenie) – amerykańska aktorka filmowa.

## Wybrana filmografia
- 1924: Piotruś Pan
- 1925: Ben-Hur
- 1928: Śpiewający błazen
- 1961: Arystokracja podziemi
- 1968: Duch Blackbearda